# موزه دریایی اژه

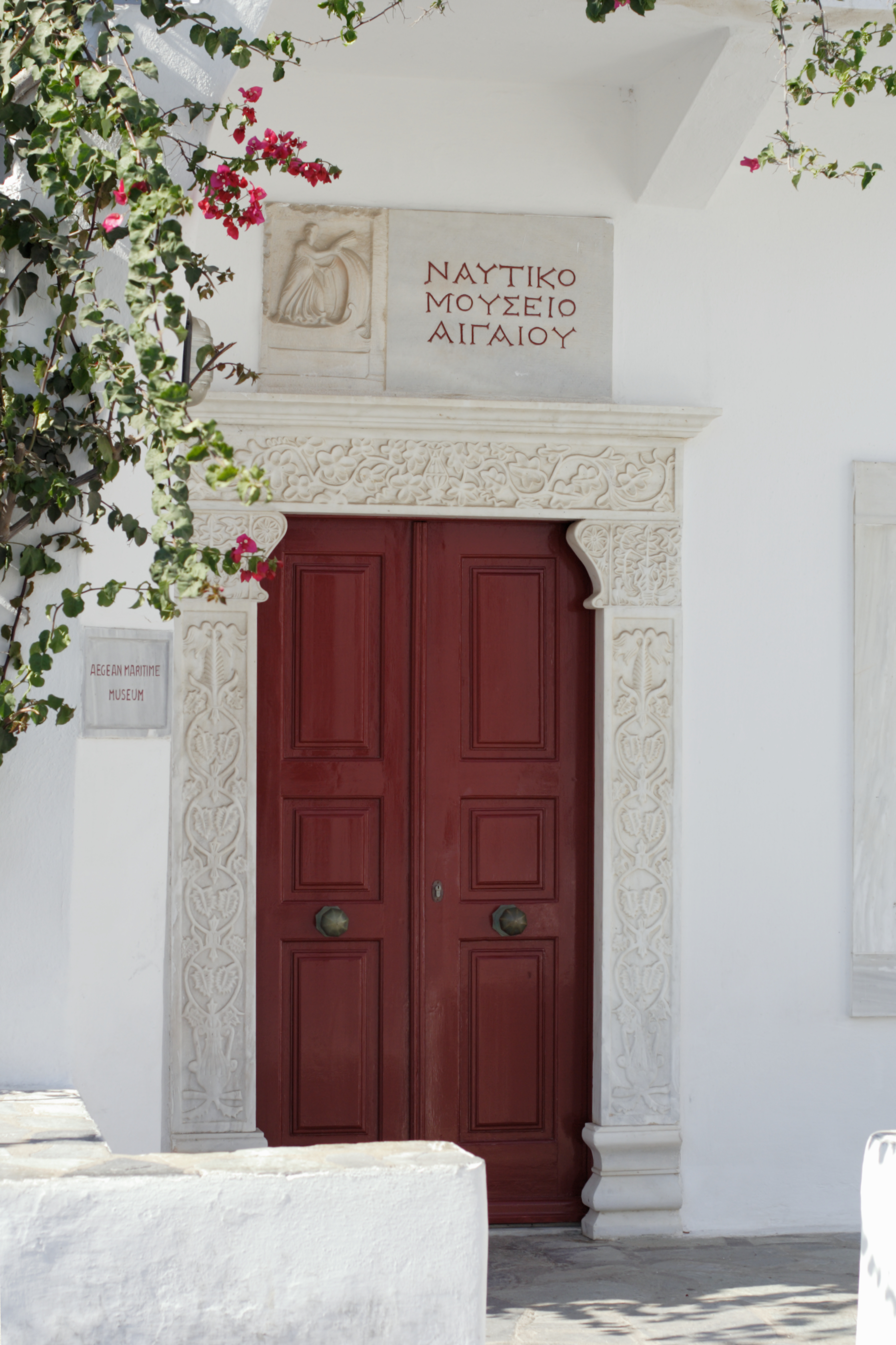
ورود

موزه دریایی اژه یک موزه دریایی در میکونوس یونان است. بنیان‌گذار و رئیس موزه، جورج ام. دراکوپولوس، کسی است که جایزه آکادمی آتن و جایزه جهانی کشتی تراست را به عنوان یک دستاورد فردی بخاطر تأسیس موزه دریافت کرد.
این موزه یک مؤسسه غیرانتفاعی است که در سال ۱۹۸۳ تأسیس شد و پس از دو سال در سال ۱۹۸۵ به یک ساختمان میکونیایی قرن نوزدهم، واقع در منطقه تریا پیگادیا در مرکز شهر، منتقل گردید و به روی عموم باز شد.
هدف این موزه حفظ، ترویج و مطالعه تاریخ و سنت دریایی یونان است و به تاریخچه کشتی‌های تجاری دریای اژه تخصص دارد. موزه دریایی اژه اولین موزه یونانی بود که آثار تاریخی زنده را همان‌طور که در ابتدا طراحی و ساخته شده بودند بازسازی کرد. نمایشگاه‌هایی که در حال بازسازی زنده هستند عبارتند از فانوس دریایی آرمنیستیس (ساخته شده در سال ۱۸۹۰) که در باغ موزه قرار دارد و کشتی‌های تالیس یا میلسیوس (ساخته شده در ۱۹۰۹) و اوانجلیستریا (ساخته شده در سال ۱۹۴۰) که در پارک سنت نیروی دریایی پالایو فالیرو، آتن واقع شده‌اند.

## نگارخانه

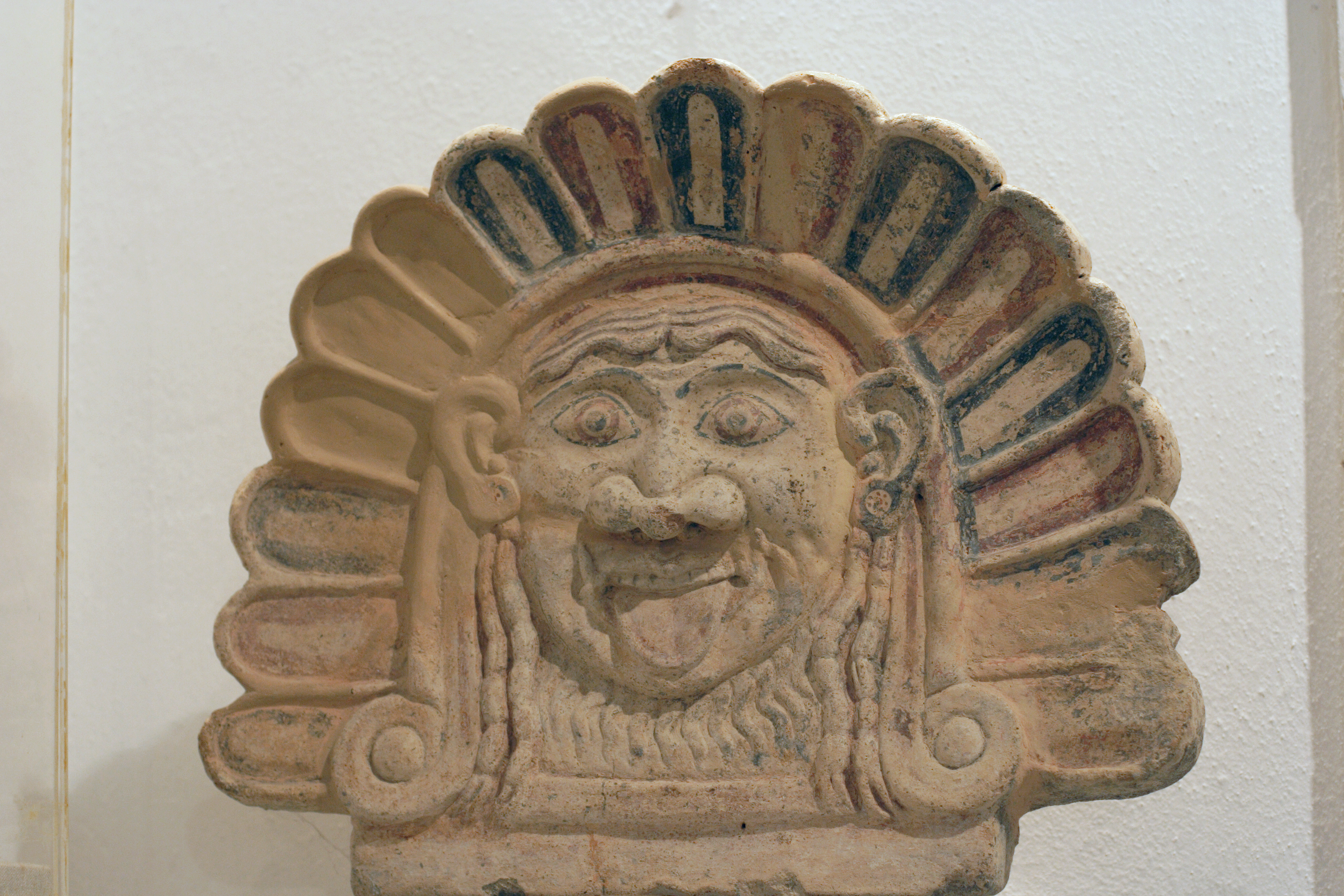
آنته فیکس (تزیین انتهای سقف معبد) گورگونئوم. قرن ۶ قبل از میلاد
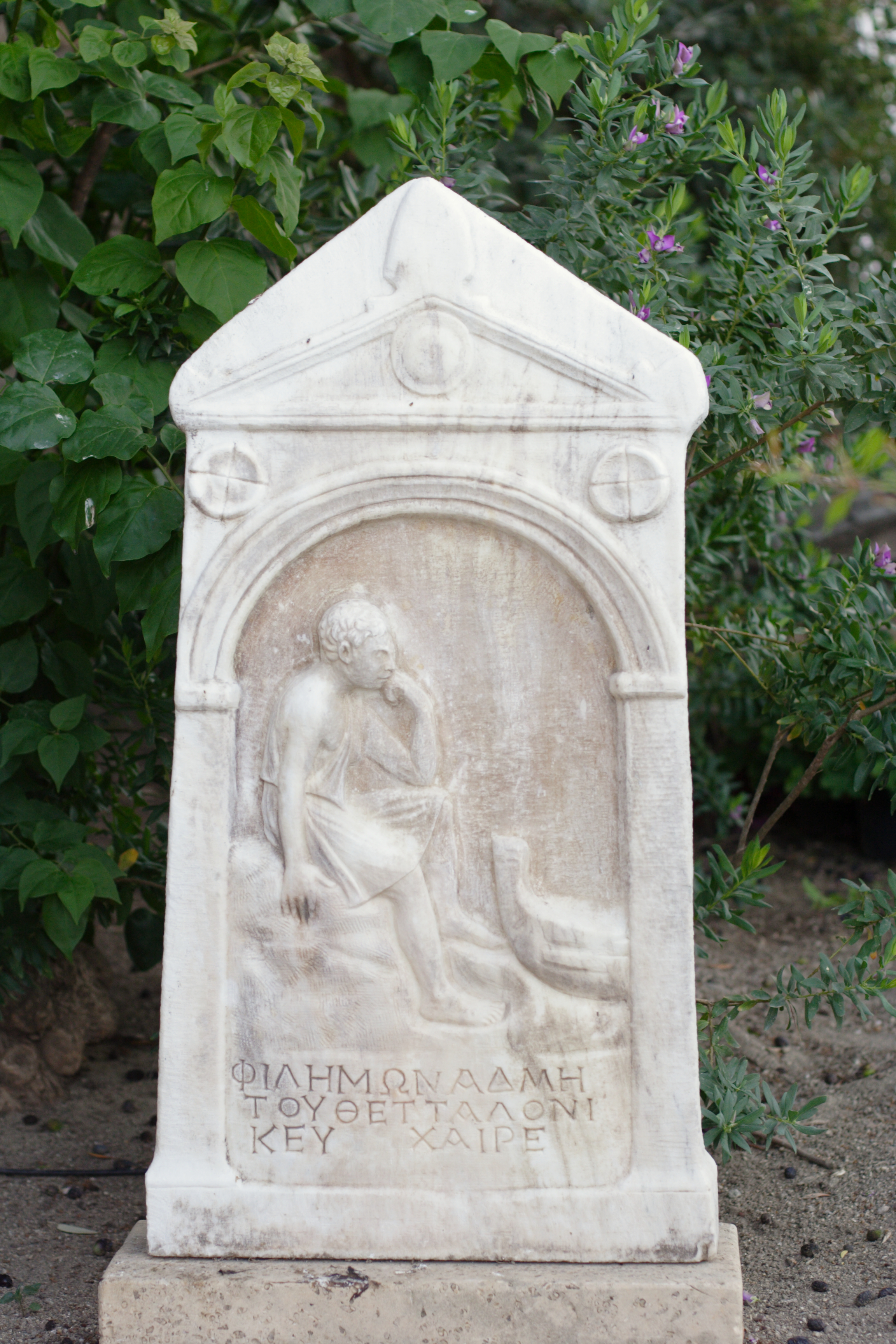
مقبره باستانی یک ملوان (احتمالاً مربوط به دوران رومیان)
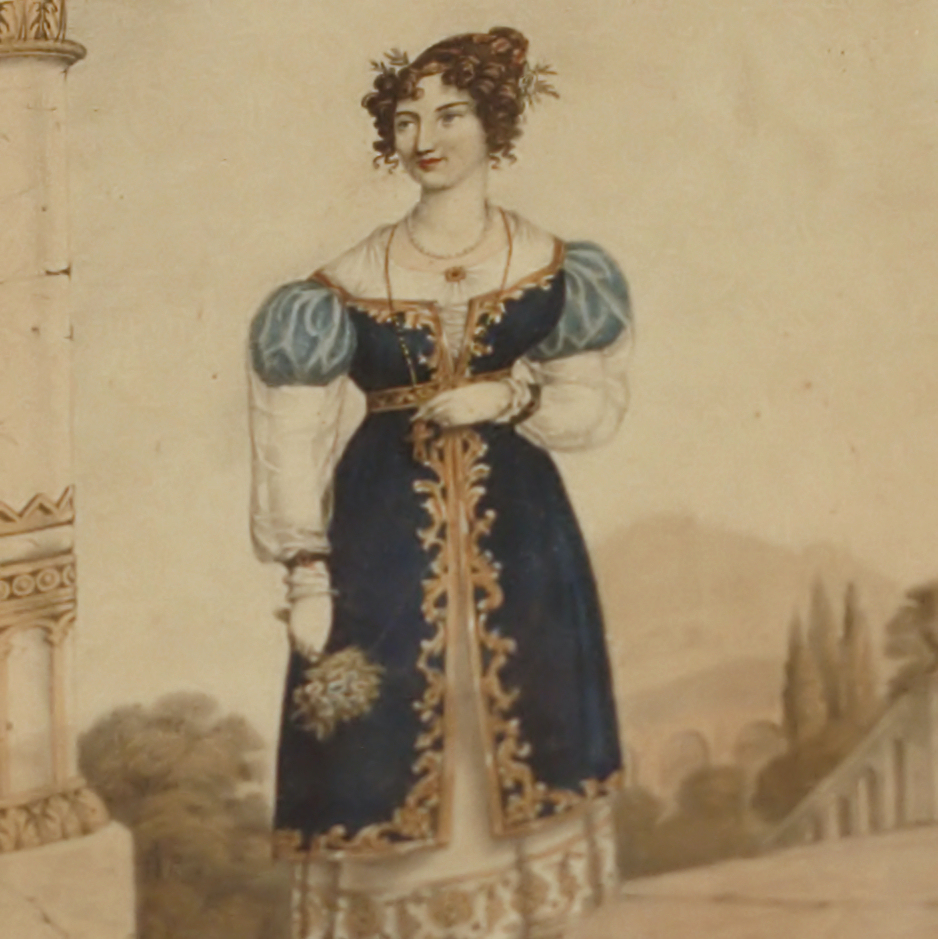
تصویر مانتو ماوروژنوس
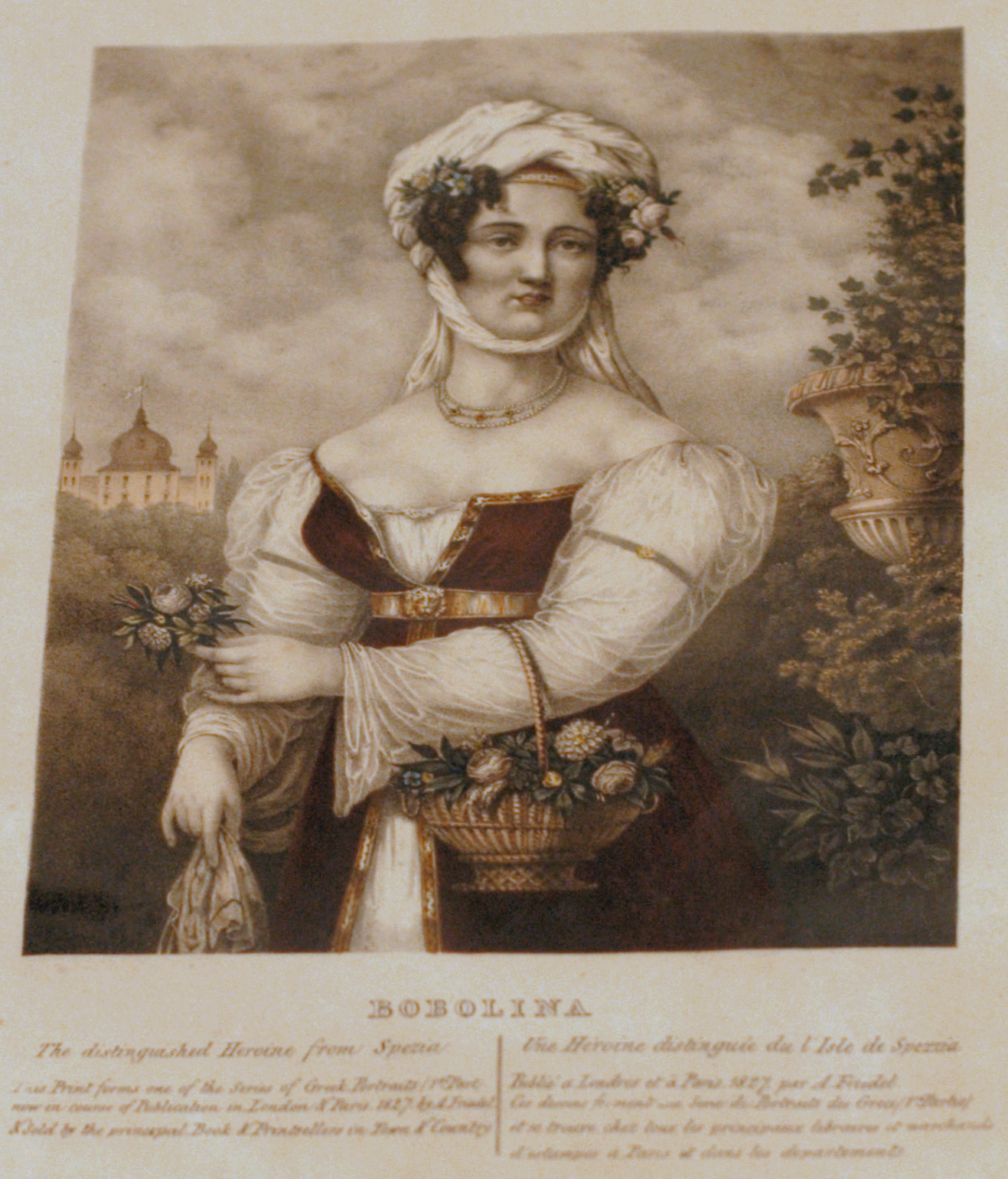
تصویری ازلاسکارینا بوبولینا
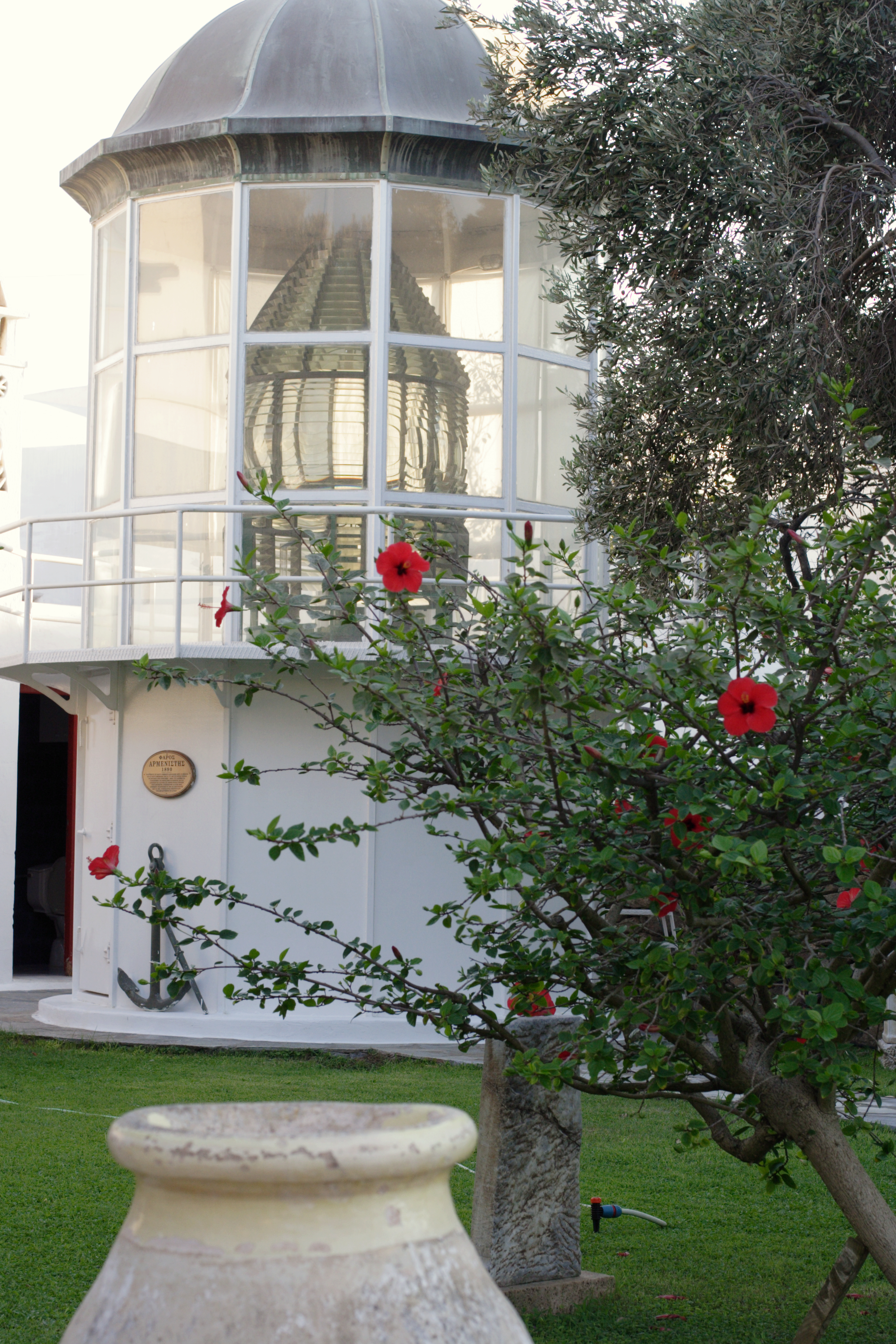
فانوس دریایی قدیمی در باغ موزه